# Beninská lidová republika
Beninská lidová republika (francouzsky République populaire du Bénin) byl socialistický stát ležící u Guinejského zálivu na africkém kontinentu. Beninská lidová republika byla založena 30. listopadu 1975 po státním převratu v Dahomejské republice, ke kterému došlo v roce 1972. V roce 1989 byla přijata nová ústava a zrušen marxismus-leninismus. Beninská lidová republika zanikla 1. března 1990 a byla nahrazena Beninskou republikou.

## Historie
Dne 26. října 1972 během státního převratu svrhly ozbrojené síly vedené velitelem Mathieu Kérékou vládu, zrušily ústavu a rozpustily Národní shromáždění i Prezidentskou radu. Dne 30. listopadu 1972 bylo vydáno klíčové prohlášení Nové politiky národní nezávislosti. Byla reformována územní správa, tradiční struktury (náčelníci vesnic, konventy, animističtí kněží atd.) byly nahrazeny starosty a poslanci. Dne 30. listopadu 1974 před shromážděním významných osobností ve městě Abomey, přednesl Kérékou projev, ve kterém se oficiálně přihlásil k politice marxismu-leninismu. Ve stejný den byla založena i Lidová revoluční strana Beninu, která se stala jedinou legální stranou v zemi. Brzy poté navázala republika Dahomey vztah se Sovětským svazem.
Během prvního roku vlády marxistického režimu probíhaly čistky ve státní správě. Prezident Kérékou odsoudil a někdy i nechal popravit různé představitele bývalého politického režimu i některé své stoupence. Například kapitán Michel Aipké, ministr vnitra, byl odsouzen k trestu smrti a popraven kvůli cizoložství s manželkou hlavy státu. Při příležitosti prvního výročí projevu v Abomey změnil Kérékou název země na Benin, podle Beninské říše, která kdysi vzkvétala vedle sousední Nigérie. Na 30. listopadu byl stanoven státní svátek Národní den, který odkazoval na roky 1972, 1974 a 1975. 

### Pokus o státní převrat
V lednu 1977 selhal pokus o státní převrat, nazvaný Operace kreveta, který vedl žoldák Bob Denard a jež byl podporován Francií, Gabonem a Marokem. Tento neúspěch pomohl k utvrzení marxistického režimu, který oficiálně mířil k vládě jedné strany. Dne 26. srpna 1977 byla přijata nová ústava. V této ústavě se země přihlásila k politice socialismu, jehož filozofickým základem byl marxismus-leninismus.
Opozice byla umlčena a političtí vězni zůstávali roky bez soudu ve vězení. Volby se konaly systémem jedné strany. V té době byly vedeny kampaně za rozvoj venkova a zlepšení vzdělávání. Vláda také podporovala protináboženskou politiku, aby vykořenila tradiční čarodějnictví, víru v ďábelské síly a retrográdní víru. Vodun, africké tradiční domorodé náboženství, bylo v té době zakázáno. To ale nezabránilo prezidentu Kérékou, aby o několik let později, kdy se sám hlásil k islámu, měl vlastního marabouta, muslimského náboženského učitele. Benin získal pouze mírnou podporu od dalších komunistických zemí a do země zavítalo několik týmů z Kuby, Východního Německa, Sovětského svazu a Severní Koreje.

### Úpadek
Benin se pokusil zavést rozsáhlé programy hospodářského a sociálního rozvoje, aniž by dosáhl větších úspěchů. Špatné řízení a korupce podkopaly ekonomiku země. Strategie industrializace vnitřního trhu vedlo k růstu zahraničního státního dluhu. V letech 1980 až 1985 se roční schodek rozpočtu zvyšoval, zatímco hrubý národní produkt klesal. Tři bývalí prezident Beninu, Hubert Maga, Sourou Migan Apithy a Justin Ahomadegbe, jež byli v roce 1972 uvězněni, byli roku 1981 propuštěni z vězení.
Nová ústava byla přijata roku 1978 a první volby do Národního revolučního shromáždění se konaly v roce 1979. Kérékou neměl protivníka a v roce 1980 byl zvolen do funkce prezidenta. V roce 1984 tento post obhájil. Podobně jako v jiných marxisticko-leninských státech bylo Národní revoluční shromáždění formálně nejvyšším orgánem státní moci, ale ve skutečnosti moc držel ve svých rukou prezident Kérékou a Lidová revoluční strana Beninu.
V roce 1986 se ekonomická situace Beninu stala kritickou. Zemědělství bylo rozvrácené, Komerční banka Beninu byla zruinována a komunity byly z velké části paralyzovány kvůli nedostatku financí. K sociálnímu napětí v zemi přispělo i porušování lidských práv a případy mučení politických vězňů. Církev a odbory se otevřeněji postavily proti vládnoucímu režimu. Plány Mezinárodního měnového fondu zavedly roku 1987 drastická ekonomická opatření: 10% dodatečný odvod ze mzdy, zmrazení náboru a povinné odchody do důchodu. První plán podepsala Beninská lidová republika a Mezinárodní měnový fond dne 16. června 1989. Dle plánu měly být sníženy veřejné výdaje a měla proběhnout daňová reforma a reorganizace nebo likvidace národních podniků. Tato dohoda s MMF vedla k masivní stávce studentů i zaměstnanců, kteří požadovali výplatu svých platů a stipendií.

### Konec Beninské lidové republiky
Sociální a politické nepokoje, katastrofická ekonomická situace a pád komunistických režimů ve východní Evropě přiměly prezidenta Kérékou k souhlasu se změnou režimu. Dne 7. prosince 1989 se Kérékou ujal vedení a překvapil národ oficiálním prohlášením, ve kterém oznámil opuštění od politiky marxismu-leninismu, likvidaci politbyra a uzavření ústředního výboru strany. Vláda akceptovala uspořádání Národní konference, která k jednání přivedla zástupce různých politických hnutí. Konference byla zahájena 19. února 1990. Kérékou na ní osobně vystoupil 21. února a během svého projevu veřejně uznal selhání své politiky. Konference rozhodla o vypracování nové ústavy a nastolení demokratických procesů, které měla zajišťovat prozatímní vláda. Kérékou i nadále zůstal dočasnou hlavou státu.
V roce 1990 byla zřízena přechodná vláda, která připravila půdu pro návrat systému více stran. Nová ústava byla přijata referendem v prosinci 1990. Země byla přejmenována na Beninskou republiku. V roce 1991 prohrál Kérékou v prezidentských volbách a novým prezidentem Beninu se stal Nicéphore Soglo.